# 김영문 (1965년)
김영문(金榮文, 1965년 1월 15일) - )은 대한민국의 검사 출신 법조인이다. 문재인 정부에서 제28대 관세청장으로 임명되었다.

## 생애
울산광역시 울주군 삼남면 출신이다. 경남고등학교와 서울대학교 법대를 졸업하였다. 문재인 대통령의 경남고등학교 12년 후배다.
사법고시 34회에 합격하고, 법무부 범죄예방기획과장과 서울중앙지검 첨단범죄수사1부장, 대구지검 서부지청 형사1부장을 지냈다.
2017년 7월 문재인 정부에서 관세청장으로 임명되었다. 2019년 12월 22일 더불어민주당에 입당했다.

## 학력
- 경남고등학교 졸업
- 서울대학교 법학대학 공법학 학사

## 경력
- 1992: 제34회 사법고시 합격[3]
- 1995.03 ~ 1997.02: 부산지방검찰청 검사
- 1997.03 ~ 1998.03: 창원지방검찰청 거창지청 검사[4]
- 1998.03 ~ 2001.02: 서울지방검찰청 서부지청 검사[5]
- 2001.02: ~ 2003.08: 대구지방검찰청 검사
- 2003.08 ~ 2005.03: 법무부 법무실 법무과 검사[6]
- 2005.03: 의원면직
- 2005.04 ~ 2006.03: 참여 정부 대통령 비서실 사정비서관실 특별감찰반장
- 2006.04 ~ 2007.02: 서울지방검찰청 검사
- 2007.02 ~ 2009.01: 인천지방검찰청 부부장검사
- 2009.01 ~ 2009.08: 대구지방검찰청 마약조직범죄수사부 부장검사
- 2009.08 ~ 2010.07: 수원지방검찰청 마약조직범죄수사부 부장검사
- 2010.07 ~ 2011.08: 법무부 보호법제과 과장[7]
- 2011.08 ~ 2012.07: 법무부 법질서선진화과 과장
- 2012.07 ~ 2013.04: 법무부 범죄예방기획과 과장
- 2013.04 ~ 2014.01: 서울중앙지방검찰청 첨단범죄수사제1부 부장검사[8][9]

- 2014.01 ~ 2015.02: 대구지방검찰청 서부지청 형사1부 부장검사[10]

- 2015.03 ~ 2017.07: 법무법인 지평 파트너변호사[11]
- 2017.07 ~ 2019.12: 관세청 청장[12][13][14][15][16][17][18][19]
- 2020.01 ~ 2020.04:대한민국 제21대 국회의원 선거 울산광역시 울주군 더불어민주당 예비후보 김영문
- 2021.04 ~ 2024.11: 제8대 한국동서발전 사장
- 2021.06 ~ 2024.11: 울산에너지포럼 대표
- 2024.11 ~ : 법무법인 현재 고문변호사

## 역대 선거 결과
| 실시년도 | 선거  | 대수 | 직책     | 선거구      | 정당         | 득표수    | 득표율         | 순위 | 당락 | 비고 |
| -------- | ----- | ---- | -------- | ----------- | ------------ | --------- | -------------- | ---- | ---- | ---- |
| 2020년   | 총선  | 21대 | 국회의원 | 울산 울주군 | 더불어민주당 | 54,563 표 | \| \| 43.4% \| | 2위  | 낙선 |      |
|          | 43.4% |      |          |             |              |           |                |      |      |      |